# Zarządy województw II kadencji

Początkowe koalicje w sejmikach (według komitetów wyborczych)

Zarządy województw II kadencji – składy 16 zarządów województw w Polsce II kadencji (2002–2006) wybranych w następstwie wyborów samorządowych.

## Zarząd Województwa Dolnośląskiego II kadencji
| Funkcja                                    | Imię i nazwisko (reprezentowane ugrupowanie) | Imię i nazwisko (reprezentowane ugrupowanie) | Czas pełnienia funkcji | Czas pełnienia funkcji |
| Funkcja                                    | Imię i nazwisko (reprezentowane ugrupowanie) | Imię i nazwisko (reprezentowane ugrupowanie) | Od                     | Do                     |
| ------------------------------------------ | -------------------------------------------- | -------------------------------------------- | ---------------------- | ---------------------- |
| Marszałek Województwa Dolnośląskiego       |                                              | Henryk Gołębiewski (SLD)                     | 31 stycznia 2003(dts)  | 25 sierpnia 2004(dts)  |
| Wicemarszałek Województwa Dolnośląskiego   | Janusz Pezda (SLD)                           | 31 stycznia 2003(dts)                        | 25 sierpnia 2004(dts)  |                        |
| Wicemarszałek Województwa Dolnośląskiego   |                                              | Stanisław Woźniakowski (Samoobrona)          | 31 stycznia 2003(dts)  | 31 maja 2003(dts)      |
| Członek Zarządu Województwa Dolnośląskiego | Hubert Costa (Samoobrona)                    | 31 stycznia 2003(dts)                        | 31 maja 2003(dts)      |                        |
| Członek Zarządu Województwa Dolnośląskiego |                                              | Leszek Ryk (SLD)                             | 31 stycznia 2003(dts)  | 25 sierpnia 2004(dts)  |
| Wicemarszałek Województwa Dolnośląskiego   |                                              | Marek Moszczyński (PO)                       | 10 czerwca 2003(dts)   | 25 sierpnia 2004(dts)  |
| Członek Zarządu Województwa Dolnośląskiego | Piotr Borys (PO)                             | 27 czerwca 2003(dts)                         | 25 sierpnia 2004(dts)  |                        |
| Marszałek Województwa Dolnośląskiego       |                                              | Paweł Wróblewski (PiS)                       | 25 sierpnia 2004(dts)  | 7 grudnia 2006(dts)    |
| Wicemarszałek Województwa Dolnośląskiego   |                                              | Szymon Pacyniak (Fed. Klub Samorządowy)      | 25 sierpnia 2004(dts)  | 7 grudnia 2006(dts)    |
| Wicemarszałek Województwa Dolnośląskiego   |                                              | Artur Paprota (LPR)                          | 25 sierpnia 2004(dts)  | 7 grudnia 2006(dts)    |
| Członek Zarządu Województwa Dolnośląskiego | Rafał Borutko (LPR)                          | 25 sierpnia 2004(dts)                        | 7 grudnia 2006(dts)    |                        |
| Członek Zarządu Województwa Dolnośląskiego |                                              | Andrzej Pawluszek (PiS)                      | 25 sierpnia 2004(dts)  | 7 grudnia 2006(dts)    |

## Zarząd Województwa Kujawsko-Pomorskiego II kadencji
| Funkcja                                          | Imię i nazwisko (reprezentowane ugrupowanie) | Imię i nazwisko (reprezentowane ugrupowanie) | Czas pełnienia funkcji | Czas pełnienia funkcji |
| Funkcja                                          | Imię i nazwisko (reprezentowane ugrupowanie) | Imię i nazwisko (reprezentowane ugrupowanie) | Od                     | Do                     |
| ------------------------------------------------ | -------------------------------------------- | -------------------------------------------- | ---------------------- | ---------------------- |
| Marszałek Województwa Kujawsko-Pomorskiego       |                                              | Waldemar Achramowicz (SLD)                   | 26 listopada 2002(dts) | 24 listopada 2006(dts) |
| Wicemarszałek Województwa Kujawsko-Pomorskiego   | Władysław Kubiak (SLD)                       | 26 listopada 2002(dts)                       | 24 listopada 2006(dts) |                        |
| Wicemarszałek Województwa Kujawsko-Pomorskiego   | Jan Szopiński (SLD)                          | 26 listopada 2002(dts)                       | 24 listopada 2006(dts) |                        |
| Członek Zarządu Województwa Kujawsko-Pomorskiego |                                              | Maria Kurnatowska (PSL)                      | 26 listopada 2002(dts) | 24 listopada 2006(dts) |
| Członek Zarządu Województwa Kujawsko-Pomorskiego |                                              | Teresa Marmucka-Lalka                        | 26 listopada 2002(dts) | 24 listopada 2006(dts) |

## Zarząd Województwa LubelskiegoII kadencji
| Funkcja                                 | Imię i nazwisko (reprezentowane ugrupowanie) | Imię i nazwisko (reprezentowane ugrupowanie) | Czas pełnienia funkcji | Czas pełnienia funkcji |
| Funkcja                                 | Imię i nazwisko (reprezentowane ugrupowanie) | Imię i nazwisko (reprezentowane ugrupowanie) | Od                     | Do                     |
| --------------------------------------- | -------------------------------------------- | -------------------------------------------- | ---------------------- | ---------------------- |
| Marszałek Województwa Lubelskiego       |                                              | Edward Wojtas (PSL)                          | 10 grudnia 2002(dts)   | 8 stycznia 2003(dts)   |
| Marszałek Województwa Lubelskiego       | 23 maja 2005(dts)                            | Edward Wojtas (PSL)                          | 1 grudnia 2006(dts)    |                        |
| Wicemarszałek Województwa Lubelskiego   |                                              | Stanisław Duszak (Samoobrona / niez.)        | 10 grudnia 2002(dts)   | 8 stycznia 2003(dts)   |
| Wicemarszałek Województwa Lubelskiego   |                                              | Stanisław Gogacz (ROP)                       | 10 grudnia 2002(dts)   | 8 stycznia 2003(dts)   |
| Wicemarszałek Województwa Lubelskiego   | 23 maja 2005(dts)                            | Stanisław Gogacz (ROP)                       | 1 grudnia 2006(dts)    |                        |
| Członek Zarządu Województwa Lubelskiego | Jerzy Chróścikowski (ROP)                    | 10 grudnia 2002(dts)                         | 8 stycznia 2003(dts)   |                        |
| Członek Zarządu Województwa Lubelskiego |                                              | Ignacy Czeżyk (PiS)                          | 10 grudnia 2002(dts)   | 8 stycznia 2003(dts)   |
| Marszałek Województwa Lubelskiego       |                                              | Henryk Makarewicz (PSL)                      | 8 stycznia 2003(dts)   | 23 maja 2005(dts)      |
| Członek Zarządu Województwa Lubelskiego |                                              | Piotr Włoch (SLD)                            | 8 stycznia 2003(dts)   | 23 maja 2005(dts)      |
| Członek Zarządu Województwa Lubelskiego | Mirosław Złomaniec (SLD)                     | 8 stycznia 2003(dts)                         | 23 maja 2005(dts)      |                        |
| Członek Zarządu Województwa Lubelskiego |                                              | Teresa Królikowska (PSL)                     | 8 stycznia 2003(dts)   | 23 maja 2005(dts)      |
| Członek Zarządu Województwa Lubelskiego |                                              | Bogusław Warchulski (Samoobrona)             | 8 stycznia 2003(dts)   | 28 kwietnia 2003(dts)  |
| Członek Zarządu Województwa Lubelskiego | 23 maja 2005(dts)                            | Bogusław Warchulski (Samoobrona)             | 17 sierpnia 2005(dts)  |                        |
| Członek Zarządu Województwa Lubelskiego |                                              | Agnieszka Kowal (Rozwój Lubelszczyzny)       | 14 lipca 2003(dts)     | 8 listopada 2004(dts)  |
| Wicemarszałek Województwa Lubelskiego   |                                              | Waldemar Jakubaszek (PSL)                    | 23 maja 2005(dts)      | 1 grudnia 2006(dts)    |
| Członek Zarządu Województwa Lubelskiego |                                              | Tomasz Miszczuk (LPR)                        | 23 maja 2005(dts)      | 1 grudnia 2006(dts)    |
| Członek Zarządu Województwa Lubelskiego |                                              | Sławomir Sosnowski (PSL)                     | 29 sierpnia 2005(dts)  | 1 grudnia 2006(dts)    |

## Zarząd Województwa Lubuskiego II kadencji
| Funkcja                                | Imię i nazwisko (reprezentowane ugrupowanie) | Imię i nazwisko (reprezentowane ugrupowanie) | Czas pełnienia funkcji | Czas pełnienia funkcji |
| Funkcja                                | Imię i nazwisko (reprezentowane ugrupowanie) | Imię i nazwisko (reprezentowane ugrupowanie) | Od                     | Do                     |
| -------------------------------------- | -------------------------------------------- | -------------------------------------------- | ---------------------- | ---------------------- |
| Marszałek Województwa Lubuskiego       |                                              | Andrzej Bocheński (SLD)                      | 26 listopada 2002(dts) | 30 listopada 2006(dts) |
| Wicemarszałek Województwa Lubuskiego   | Bogusław Andrzejczak (SLD)                   | 26 listopada 2002(dts)                       | 30 listopada 2006(dts) |                        |
| Wicemarszałek Województwa Lubuskiego   | Edward Fedko (SLD)                           | 26 listopada 2002(dts)                       | 30 listopada 2006(dts) |                        |
| Członek Zarządu Województwa Lubuskiego | Maciej Kałuski (SLD)                         | 26 listopada 2002(dts)                       | 30 listopada 2006(dts) |                        |
| Członek Zarządu Województwa Lubuskiego |                                              | Marek Żeromski (PSL)                         | 26 listopada 2002(dts) | 30 listopada 2006(dts) |

## Zarząd Województwa Łódzkiego II kadencji
| Funkcja                               | Imię i nazwisko (reprezentowane ugrupowanie) | Imię i nazwisko (reprezentowane ugrupowanie) | Czas pełnienia funkcji | Czas pełnienia funkcji |
| Funkcja                               | Imię i nazwisko (reprezentowane ugrupowanie) | Imię i nazwisko (reprezentowane ugrupowanie) | Od                     | Do                     |
| ------------------------------------- | -------------------------------------------- | -------------------------------------------- | ---------------------- | ---------------------- |
| Marszałek Województwa Łódzkiego       |                                              | Mieczysław Teodorczyk (SLD)                  | 19 listopada 2002(dts) | 29 marca 2004(dts)     |
| Wicemarszałek Województwa Łódzkiego   |                                              | Zbigniew Łuczak (Samoobrona / Inicjatywa RP) | 19 listopada 2002(dts) | 12 lutego 2003(dts)    |
| Wicemarszałek Województwa Łódzkiego   |                                              | Zbigniew Łuczak (Samoobrona / Inicjatywa RP) | 21 grudnia 2004(dts)   | 28 listopada 2006(dts) |
| Wicemarszałek Województwa Łódzkiego   |                                              | Krystyna Ozga (PSL)                          | 19 listopada 2002(dts) | 29 marca 2004(dts)     |
| Członek Zarządu Województwa Łódzkiego | 29 marca 2004(dts)                           | Krystyna Ozga (PSL)                          | 23 czerwca 2004(dts)   |                        |
| Członek Zarządu Województwa Łódzkiego |                                              | Leszek Konieczny (SLD)                       | 19 listopada 2002(dts) | 29 marca 2004(dts)     |
| Członek Zarządu Województwa Łódzkiego |                                              | Marek Ormański (Samoobrona)                  | 19 listopada 2002(dts) | 12 lutego 2003(dts)    |
| Wicemarszałek Województwa Łódzkiego   |                                              | Wiesław Garstka (SLD)                        | 29 kwietnia 2003(dts)  | 29 marca 2004(dts)     |
| Członek Zarządu Województwa Łódzkiego |                                              | Stanisław Witaszczyk (PSL)                   | 29 kwietnia 2003(dts)  | 29 marca 2004(dts)     |
| Marszałek Województwa Łódzkiego       | 29 marca 2004(dts)                           | Stanisław Witaszczyk (PSL)                   | 28 listopada 2006(dts) |                        |
| Wicemarszałek Województwa Łódzkiego   |                                              | Anna Pilarska (Samoobrona)                   | 29 marca 2004(dts)     | 21 grudnia 2004(dts)   |
| Wicemarszałek Województwa Łódzkiego   |                                              | Marek Ratuszniak (LPR)                       | 29 marca 2004(dts)     | 21 grudnia 2004(dts)   |
| Członek Zarządu Województwa Łódzkiego | Paweł Chruszcz (LPR)                         | 29 marca 2004(dts)                           | 23 czerwca 2004(dts)   |                        |
| Członek Zarządu Województwa Łódzkiego | Jadwiga Beda (LPR)                           | 23 czerwca 2004(dts)                         | 21 grudnia 2004(dts)   |                        |
| Członek Zarządu Województwa Łódzkiego |                                              | Stanisław Olas (PSL)                         | 23 czerwca 2004(dts)   | 28 listopada 2006(dts) |
| Wicemarszałek Województwa Łódzkiego   |                                              | Krzysztof Makowski (SLD)                     | 21 grudnia 2004(dts)   | 28 listopada 2006(dts) |
| Członek Zarządu Województwa Łódzkiego |                                              | Dorota Biskupska-Neidowska (KAR)             | 21 grudnia 2004(dts)   | 28 listopada 2006(dts) |

## Zarząd Województwa Małopolskiego II kadencji
| Funkcja                                   | Imię i nazwisko (reprezentowane ugrupowanie) | Imię i nazwisko (reprezentowane ugrupowanie) | Czas pełnienia funkcji | Czas pełnienia funkcji |
| Funkcja                                   | Imię i nazwisko (reprezentowane ugrupowanie) | Imię i nazwisko (reprezentowane ugrupowanie) | Od                     | Do                     |
| ----------------------------------------- | -------------------------------------------- | -------------------------------------------- | ---------------------- | ---------------------- |
| Marszałek Województwa Małopolskiego       |                                              | Janusz Sepioł (PO)                           | 20 listopada 2002(dts) | 27 listopada 2006(dts) |
| Wicemarszałek Województwa Małopolskiego   |                                              | Krzysztof Deszyński (PiS)                    | 20 listopada 2002(dts) | 31 maja 2004(dts)      |
| Wicemarszałek Województwa Małopolskiego   |                                              | Andrzej Sasuła (WM)                          | 20 listopada 2002(dts) | 27 listopada 2006(dts) |
| Członek Zarządu Województwa Małopolskiego |                                              | Jan Bereza (LPR)                             | 20 listopada 2002(dts) | 27 listopada 2006(dts) |
| Członek Zarządu Województwa Małopolskiego | Wiesław Zimowski (LPR)                       | 20 listopada 2002(dts)                       | 27 listopada 2006(dts) |                        |
| Wicemarszałek Województwa Małopolskiego   |                                              | Witold Śmiałek (PiS)                         | 28 czerwca 2004(dts)   | 31 maja 2006(dts)      |
| Wicemarszałek Województwa Małopolskiego   | Zbysław Owczarski (PiS)                      | 1 czerwca 2006(dts)                          | 27 listopada 2006(dts) |                        |

## Zarząd Województwa Mazowieckiego II kadencji
| Funkcja                                   | Imię i nazwisko (reprezentowane ugrupowanie) | Imię i nazwisko (reprezentowane ugrupowanie) | Czas pełnienia funkcji    | Czas pełnienia funkcji    |
| Funkcja                                   | Imię i nazwisko (reprezentowane ugrupowanie) | Imię i nazwisko (reprezentowane ugrupowanie) | Od                        | Do                        |
| ----------------------------------------- | -------------------------------------------- | -------------------------------------------- | ------------------------- | ------------------------- |
| Marszałek Województwa Mazowieckiego       |                                              | Adam Struzik (PSL)                           | 26 listopada 2002(dts)    | 24 listopada 2006(dts)    |
| Wicemarszałek Województwa Mazowieckiego   |                                              | Antoni Pietkiewicz (PiS)                     | 26 listopada 2002(dts)    | 20 października 2003(dts) |
| Wicemarszałek Województwa Mazowieckiego   |                                              | Wojciech Wierzejski (LPR)                    | 26 listopada 2002(dts)    | 5 lipca 2004(dts)         |
| Członek Zarządu Województwa Mazowieckiego | Bogusław Kowalski (LPR)                      | 26 listopada 2002(dts)                       | 20 października 2003(dts) |                           |
| Wicemarszałek Województwa Mazowieckiego   | Bogusław Kowalski (LPR)                      | 20 października 2003(dts)                    | 24 października 2005(dts) |                           |
| Członek Zarządu Województwa Mazowieckiego |                                              | Paweł Zalewski (PiS)                         | 26 listopada 2002(dts)    | 22 września 2003(dts)     |
| Członek Zarządu Województwa Mazowieckiego | Arkadiusz Czartoryski (PiS)                  | 20 października 2003(dts)                    | 5 lipca 2004(dts)         |                           |
| Wicemarszałek Województwa Mazowieckiego   | Arkadiusz Czartoryski (PiS)                  | 5 lipca 2004(dts)                            | 24 października 2005(dts) |                           |
| Członek Zarządu Województwa Mazowieckiego |                                              | Tomasz Sieradz (PO)                          | 20 października 2003(dts) | 24 listopada 2006(dts)    |
| Członek Zarządu Województwa Mazowieckiego |                                              | Waldemar Roszkiewicz (PSL)                   | 5 lipca 2004(dts)         | 24 października 2005(dts) |
| Wicemarszałek Województwa Mazowieckiego   | 24 października 2005(dts)                    | Waldemar Roszkiewicz (PSL)                   | 24 listopada 2006(dts)    |                           |
| Wicemarszałek Województwa Mazowieckiego   |                                              | Janusz Kotowski (PiS)                        | 24 października 2005(dts) | 24 listopada 2006(dts)    |
| Członek Zarządu Województwa Mazowieckiego |                                              | Jan Engelgard (LPR)                          | 24 października 2005(dts) | 24 listopada 2006(dts)    |

## Zarząd Województwa Opolskiego II kadencji
| Funkcja                                | Imię i nazwisko (reprezentowane ugrupowanie) | Imię i nazwisko (reprezentowane ugrupowanie) | Czas pełnienia funkcji    | Czas pełnienia funkcji |
| Funkcja                                | Imię i nazwisko (reprezentowane ugrupowanie) | Imię i nazwisko (reprezentowane ugrupowanie) | Od                        | Do                     |
| -------------------------------------- | -------------------------------------------- | -------------------------------------------- | ------------------------- | ---------------------- |
| Marszałek Województwa Opolskiego       |                                              | Ewa Olszewska (SLD)                          | 16 listopada 2002(dts)    | 25 lutego 2003(dts)    |
| Wicemarszałek Województwa Opolskiego   |                                              | Ryszard Galla (MN)                           | 16 listopada 2002(dts)    | 25 lutego 2003(dts)    |
| Wicemarszałek Województwa Opolskiego   | 25 lutego 2003(dts)                          | Ryszard Galla (MN)                           | 25 października 2005(dts) |                        |
| Wicemarszałek Województwa Opolskiego   |                                              | Grzegorz Kubat (SLD)                         | 16 listopada 2002(dts)    | 25 lutego 2003(dts)    |
| Marszałek Województwa Opolskiego       | 25 lutego 2003(dts)                          | Grzegorz Kubat (SLD)                         | 27 listopada 2006(dts)    |                        |
| Członek Zarządu Województwa Opolskiego |                                              | Andrzej Kasiura (MN)                         | 16 listopada 2002(dts)    | 25 lutego 2003(dts)    |
| Członek Zarządu Województwa Opolskiego | 25 lutego 2003(dts)                          | Andrzej Kasiura (MN)                         | 27 listopada 2006(dts)    |                        |
| Członek Zarządu Województwa Opolskiego |                                              | Ewa Rurynkiewicz (SLD)                       | 16 listopada 2002(dts)    | 25 lutego 2003(dts)    |
| Wicemarszałek Województwa Opolskiego   | 25 lutego 2003(dts)                          | Ewa Rurynkiewicz (SLD)                       | 27 listopada 2006(dts)    |                        |
| Członek Zarządu Województwa Opolskiego | Edward Cybulka (SLD)                         | 25 lutego 2003(dts)                          | 27 listopada 2006(dts)    |                        |
| Wicemarszałek Województwa Opolskiego   |                                              | Józef Kotyś (MN)                             | 16 listopada 2002(dts)    | 27 listopada 2006(dts) |

## Zarząd Województwa Podkarpackiego II kadencji
| Funkcja                                    | Imię i nazwisko (reprezentowane ugrupowanie) | Imię i nazwisko (reprezentowane ugrupowanie) | Czas pełnienia funkcji | Czas pełnienia funkcji |
| Funkcja                                    | Imię i nazwisko (reprezentowane ugrupowanie) | Imię i nazwisko (reprezentowane ugrupowanie) | Od                     | Do                     |
| ------------------------------------------ | -------------------------------------------- | -------------------------------------------- | ---------------------- | ---------------------- |
| Marszałek Województwa Podkarpackiego       |                                              | Leszek Deptuła (PSL)                         | 22 listopada 2002(dts) | 25 listopada 2006(dts) |
| Wicemarszałek Województwa Podkarpackiego   |                                              | Norbert Mastalerz (SLD / SDPL)               | 22 listopada 2002(dts) | 11 maja 2004(dts)      |
| Wicemarszałek Województwa Podkarpackiego   |                                              | Zbigniew Szafraniec (Samoobrona)             | 22 listopada 2002(dts) | 31 marca 2003(dts)     |
| Członek Zarządu Województwa Podkarpackiego |                                              | Jan Burek (PSL / PSL „Piast”)                | 22 listopada 2002(dts) | 25 listopada 2006(dts) |
| Członek Zarządu Województwa Podkarpackiego |                                              | Tadeusz Sosnowski (Samoobrona / PSL)         | 22 listopada 2002(dts) | 25 września 2006(dts)  |
| Wicemarszałek Województwa Podkarpackiego   |                                              | Julian Ozimek (SLD)                          | 11 maja 2004(dts)      | 25 listopada 2006(dts) |
| Wicemarszałek Województwa Podkarpackiego   |                                              | Mirosław Karapyta (PSL)                      | 21 marca 2005(dts)     | 25 listopada 2006(dts) |

## Zarząd Województwa Podlaskiego II kadencji
| Funkcja                                 | Imię i nazwisko (reprezentowane ugrupowanie) | Imię i nazwisko (reprezentowane ugrupowanie) | Czas pełnienia funkcji | Czas pełnienia funkcji |
| Funkcja                                 | Imię i nazwisko (reprezentowane ugrupowanie) | Imię i nazwisko (reprezentowane ugrupowanie) | Od                     | Do                     |
| --------------------------------------- | -------------------------------------------- | -------------------------------------------- | ---------------------- | ---------------------- |
| Marszałek Województwa Podlaskiego       |                                              | Janusz Krzyżewski (SLD)                      | 30 listopada 2002(dts) | 20 lutego 2007(dts)    |
| Wicemarszałek Województwa Podlaskiego   |                                              | Jan Kamiński (Samoobrona / PSL)              | 30 listopada 2002(dts) | 21 czerwca 2004(dts)   |
| Wicemarszałek Województwa Podlaskiego   | 21 czerwca 2004(dts)                         | Jan Kamiński (Samoobrona / PSL)              | 20 lutego 2007(dts)    |                        |
| Wicemarszałek Województwa Podlaskiego   |                                              | Krzysztof Tołwiński (PSL / PSL „Piast”)      | 30 listopada 2002(dts) | 20 lutego 2007(dts)    |
| Członek Zarządu Województwa Podlaskiego |                                              | Jan Syczewski (SLD)                          | 30 listopada 2002(dts) | 20 lutego 2007(dts)    |
| Członek Zarządu Województwa Podlaskiego |                                              | Karol Tylenda (SKL/SKL-RNP / PIL/KRN / PiS)  | 30 listopada 2002(dts) | 20 lutego 2007(dts)    |

## Zarząd Województwa Pomorskiego II kadencji
| Funkcja                                 | Imię i nazwisko (reprezentowane ugrupowanie) | Imię i nazwisko (reprezentowane ugrupowanie) | Czas pełnienia funkcji    | Czas pełnienia funkcji   |
| Funkcja                                 | Imię i nazwisko (reprezentowane ugrupowanie) | Imię i nazwisko (reprezentowane ugrupowanie) | Od                        | Do                       |
| --------------------------------------- | -------------------------------------------- | -------------------------------------------- | ------------------------- | ------------------------ |
| Marszałek Województwa Pomorskiego       |                                              | Jan Kozłowski (PO)                           | 2 grudnia 2002(dts)       | 27 listopada 2006(dts)   |
| Wicemarszałek Województwa Pomorskiego   | Marek Biernacki (PO)                         | 2 grudnia 2002(dts)                          | 3 października 2005(dts)  |                          |
| Wicemarszałek Województwa Pomorskiego   |                                              | Bogdan Borusewicz (UW / niez.)               | 2 grudnia 2002(dts)       | 15 marca 2004(dts)       |
| Członek Zarządu Województwa Pomorskiego |                                              | Bogdan Borusewicz (UW / niez.)               | 15 marca 2004(dts)        | 3 października 2005(dts) |
| Członek Zarządu Województwa Pomorskiego |                                              | Jacek Głowacz (LPR / PO)                     | 2 grudnia 2002(dts)       | 27 listopada 2006(dts)   |
| Członek Zarządu Województwa Pomorskiego |                                              | Przemysław Marchlewicz (PiS)                 | 2 grudnia 2002(dts)       | 15 marca 2004(dts)       |
| Wicemarszałek Województwa Pomorskiego   | Kazimierz Klawiter (PiS)                     | 15 marca 2004(dts)                           | 14 listopada 2005(dts)    |                          |
| Wicemarszałek Województwa Pomorskiego   |                                              | Mieczysław Struk (PO)                        | 3 października 2005(dts)  | 27 listopada 2006(dts)   |
| Wicemarszałek Województwa Pomorskiego   |                                              | Ryszard Nikiel (PiS)                         | 14 listopada 2005(dts)    | 27 listopada 2006(dts)   |
| Członek Zarządu Województwa Pomorskiego | Mirosław Górski (PiS)                        | 19 grudnia 2005(dts)                         | 23 października 2006(dts) |                          |

## Zarząd Województwa Śląskiego II kadencji
| Funkcja                               | Imię i nazwisko (reprezentowane ugrupowanie) | Imię i nazwisko (reprezentowane ugrupowanie) | Czas pełnienia funkcji | Czas pełnienia funkcji |
| Funkcja                               | Imię i nazwisko (reprezentowane ugrupowanie) | Imię i nazwisko (reprezentowane ugrupowanie) | Od                     | Do                     |
| ------------------------------------- | -------------------------------------------- | -------------------------------------------- | ---------------------- | ---------------------- |
| Marszałek Województwa Śląskiego       |                                              | Michał Czarski (SLD)                         | 26 listopada 2002(dts) | 27 listopada 2006(dts) |
| Wicemarszałek Województwa Śląskiego   |                                              | Jan Grela (Samoobrona)                       | 26 listopada 2002(dts) | 27 listopada 2006(dts) |
| Wicemarszałek Województwa Śląskiego   |                                              | Sergiusz Karpiński (SLD)                     | 26 listopada 2002(dts) | 27 listopada 2006(dts) |
| Członek Zarządu Województwa Śląskiego | Marian Jarosz (SLD)                          | 26 listopada 2002(dts)                       | 27 listopada 2006(dts) |                        |
| Członek Zarządu Województwa Śląskiego | Wiesław Maras (SLD)                          | 26 listopada 2002(dts)                       | 27 listopada 2006(dts) |                        |

## Zarząd Województwa Świętokrzyskiego II kadencji
| Funkcja                                      | Imię i nazwisko (reprezentowane ugrupowanie) | Imię i nazwisko (reprezentowane ugrupowanie) | Czas pełnienia funkcji | Czas pełnienia funkcji |
| Funkcja                                      | Imię i nazwisko (reprezentowane ugrupowanie) | Imię i nazwisko (reprezentowane ugrupowanie) | Od                     | Do                     |
| -------------------------------------------- | -------------------------------------------- | -------------------------------------------- | ---------------------- | ---------------------- |
| Marszałek Województwa Świętokrzyskiego       |                                              | Franciszek Wołodźko (SLD)                    | 27 listopada 2002(dts) | 27 listopada 2006(dts) |
| Wicemarszałek Województwa Świętokrzyskiego   |                                              | Józef Kwiecień (PSL)                         | 27 listopada 2002(dts) | 27 listopada 2006(dts) |
| Członek Zarządu Województwa Świętokrzyskiego | Marek Gos (PSL)                              | 27 listopada 2002(dts)                       | 27 listopada 2006(dts) |                        |
| Członek Zarządu Województwa Świętokrzyskiego |                                              | Tadeusz Jóźwik (SLD)                         | 27 listopada 2002(dts) | 27 listopada 2006(dts) |
| Członek Zarządu Województwa Świętokrzyskiego |                                              | Jacek Kowalczyk                              | 27 listopada 2002(dts) | 27 listopada 2006(dts) |

## Zarząd Województwa Warmińsko-Mazurskiego II kadencji
| Funkcja                                           | Imię i nazwisko (reprezentowane ugrupowanie) | Imię i nazwisko (reprezentowane ugrupowanie) | Czas pełnienia funkcji | Czas pełnienia funkcji |
| Funkcja                                           | Imię i nazwisko (reprezentowane ugrupowanie) | Imię i nazwisko (reprezentowane ugrupowanie) | Od                     | Do                     |
| ------------------------------------------------- | -------------------------------------------- | -------------------------------------------- | ---------------------- | ---------------------- |
| Marszałek Województwa Warmińsko-Mazurskiego       |                                              | Andrzej Ryński (SLD)                         | 16 listopada 2002(dts) | 29 listopada 2006(dts) |
| Wicemarszałek Województwa Warmińsko-Mazurskiego   |                                              | Adam Filipowicz (PSL)                        | 16 listopada 2002(dts) | 30 czerwca 2003(dts)   |
| Wicemarszałek Województwa Warmińsko-Mazurskiego   |                                              | Andrzej Majchrzak (Samoobrona)               | 16 listopada 2002(dts) | 23 kwietnia 2003(dts)  |
| Członek Zarządu Województwa Warmińsko-Mazurskiego |                                              | Janusz Cichoń (UW / PD)                      | 16 listopada 2002(dts) | 29 listopada 2006(dts) |
| Członek Zarządu Województwa Warmińsko-Mazurskiego |                                              | Bożena Wrzeszcz-Zwada (SLD)                  | 16 listopada 2002(dts) | 20 maja 2003(dts)      |
| Wicemarszałek Województwa Warmińsko-Mazurskiego   | 20 maja 2003(dts)                            | Bożena Wrzeszcz-Zwada (SLD)                  | 29 listopada 2006(dts) |                        |
| Członek Zarządu Województwa Warmińsko-Mazurskiego |                                              | Andrzej Ołtuszewski (UP)                     | 20 maja 2003(dts)      | 29 listopada 2006(dts) |
| Wicemarszałek Województwa Warmińsko-Mazurskiego   |                                              | Piotr Żuchowski (PSL)                        | 16 lipca 2003(dts)     | 29 listopada 2006(dts) |

## Zarząd Województwa Wielkopolskiego II kadencji
| Funkcja                                     | Imię i nazwisko (reprezentowane ugrupowanie) | Imię i nazwisko (reprezentowane ugrupowanie) | Czas pełnienia funkcji    | Czas pełnienia funkcji    |
| Funkcja                                     | Imię i nazwisko (reprezentowane ugrupowanie) | Imię i nazwisko (reprezentowane ugrupowanie) | Od                        | Do                        |
| ------------------------------------------- | -------------------------------------------- | -------------------------------------------- | ------------------------- | ------------------------- |
| Marszałek Województwa Wielkopolskiego       |                                              | Stefan Mikołajczak (SLD)                     | 19 listopada 2002(dts)    | 10 października 2005(dts) |
| Wicemarszałek Województwa Wielkopolskiego   | Kazimierz Kościelny (SLD)                    | 19 listopada 2002(dts)                       | 10 października 2005(dts) |                           |
| Wicemarszałek Województwa Wielkopolskiego   |                                              | Józef Racki (PSL)                            | 19 listopada 2002(dts)    | 10 października 2005(dts) |
| Wicemarszałek Województwa Wielkopolskiego   | 10 października 2005(dts)                    | Józef Racki (PSL)                            | 11 grudnia 2006(dts)      |                           |
| Członek Zarządu Województwa Wielkopolskiego | Józef Lewandowski (PSL)                      | 19 listopada 2002(dts)                       | 10 października 2005(dts) |                           |
| Członek Zarządu Województwa Wielkopolskiego | Józef Lewandowski (PSL)                      | 10 października 2005(dts)                    | 11 grudnia 2006(dts)      |                           |
| Członek Zarządu Województwa Wielkopolskiego |                                              | Leszek Sikorski (SLD)                        | 19 listopada 2002(dts)    | 31 marca 2003(dts)        |
| Członek Zarządu Województwa Wielkopolskiego | Zbigniew Winczewski (SLD)                    | 24 kwietnia 2003(dts)                        | 10 października 2005(dts) |                           |
| Marszałek Województwa Wielkopolskiego       |                                              | Marek Woźniak (PO)                           | 10 października 2005(dts) | 11 grudnia 2006(dts)      |
| Wicemarszałek Województwa Wielkopolskiego   |                                              | Przemysław Piasta (LPR)                      | 10 października 2005(dts) | 11 grudnia 2006(dts)      |
| Członek Zarządu Województwa Wielkopolskiego |                                              | Przemysław Smulski (PiS)                     | 10 października 2005(dts) | 11 grudnia 2006(dts)      |

## Zarząd Województwa Zachodniopomorskiego II kadencji
| Funkcja                                          | Imię i nazwisko (reprezentowane ugrupowanie) | Imię i nazwisko (reprezentowane ugrupowanie) | Czas pełnienia funkcji | Czas pełnienia funkcji |
| Funkcja                                          | Imię i nazwisko (reprezentowane ugrupowanie) | Imię i nazwisko (reprezentowane ugrupowanie) | Od                     | Do                     |
| ------------------------------------------------ | -------------------------------------------- | -------------------------------------------- | ---------------------- | ---------------------- |
| Marszałek Województwa Zachodniopomorskiego       |                                              | Zygmunt Meyer (SLD)                          | 9 grudnia 2002(dts)    | 18 grudnia 2006(dts)   |
| Wicemarszałek Województwa Zachodniopomorskiego   |                                              | Andrzej Mucek (Samoobrona)                   | 9 grudnia 2002(dts)    | 31 maja 2003(dts)      |
| Wicemarszałek Województwa Zachodniopomorskiego   |                                              | Henryk Rupnik (SLD)                          | 9 grudnia 2002(dts)    | 18 grudnia 2006(dts)   |
| Członek Zarządu Województwa Zachodniopomorskiego | Ryszard Tomczyk (SLD)                        | 9 grudnia 2002(dts)                          | 31 sierpnia 2003(dts)  |                        |
| Członek Zarządu Województwa Zachodniopomorskiego |                                              | Regina Wasilewska-Kita (Samoobrona)          | 9 grudnia 2002(dts)    | 31 maja 2003(dts)      |
| Wicemarszałek Województwa Zachodniopomorskiego   |                                              | Krzysztof Modliński (PSL)                    | 30 czerwca 2003(dts)   | 18 grudnia 2006(dts)   |
| Członek Zarządu Województwa Zachodniopomorskiego |                                              | Mariusz Holicki (SLD)                        | 30 czerwca 2003(dts)   | 18 grudnia 2006(dts)   |
| Członek Zarządu Województwa Zachodniopomorskiego | Kazimierz Nowicki (SLD)                      | 3 listopada 2003(dts)                        | 18 grudnia 2006(dts)   |                        |